# Светилище Поповото езеро
Мегалитното светилище в циркуса на Поповото езеро (Централен Пирин) е едно от най-високо разположените култови места в пределите на Древна Тракия – 2200 m надморска височина. Поповото езеро е най-голямото от единадесетте Попови езера. То е разположено на дъното на най-големия циркус в планината – Поповоезерния, който впечатлява със своите размери (6 km дължина и 3 km ширина) и е оградено от върховете Сиврия, Джано, Кралев двор, Момин двор и Джангал.

## Откритие
Светилището е регистрирано през 2004 г. от научна експедиция „Тракийски светилища от Западните Родопи, Пирин и Рила“ между 2001 и 2007 г. (Организирана от ЮЗУ „Неофит Рилски“ – Благоевград, НАИМ при БАН – София и Регионален етнографски музей – Пловдив.)

## Описание и особености
До тази сакрализирана в Древна Тракия територия на циркуса на Поповото езеро се е стигало вероятно от долината на р.Места по поречието на р.Ретиже, извираща от циркуса. За сакрализираната река според проф. Васил Марков свидетелстват и многото тракийски мегалитни светилища разположени по двата бряга на р. Ретиже в подножието на планината, локализирани в местностите „Изворите“, „Капатника“, „Бабини Видини кошари“ и териториите на черковищата „Св. Неделя“ и „Св. Петка“ по долното течение на реката. На източния бряг на Поповото езеро е открит импозантен по размерите си мегалитен жертвеник с форма на обърната пресечена пирамида. Два улея извеждали свещената течност оттук върху по-ниска площадка, маркирана с две елипсовидни и едно кръгло вкопаване.
Керамиката, открита от научната експедиция ръководена от проф. Марков в съседство, е ръчно изработена и датира най-общо от втората половина на I хил. пр. Хр. В северната периферия на циркуса, при Долното Полежанско езеро, в самото подножие на връх Полежан e регистриран импозантен по размерите си каменен трон. Той е ориентиран точно на запад. Край него върху едри каменни блокове се наблюдават кръгли ями-жертвеници. Керамичния материал, открит наоколо, е преотложен и твърде оскъден. Състои се от ръчно изработена тракийска керамика, датираща от I хил. пр. Хр. и от няколко фрагмента късноантична керамика. Непосредствено пред каменния трон учените са открили разположени огнищата, функционирали чак до средата на ХIХ век. Установено е, че тук са принасяни в жертва овни. По данни от предания и легенди традиционните култови практики били поддържани от поклонници – християни и мюсюлмани от Беломорието и цялата югоизточна част на Балканския полуостров. Поклонниците идвали с вярата, че подобно на своите бащи и деди, ще станат „хаджии“. Факт, който подсказва за особено значим култов център според проф. Марков, оставил трайни следи в традиционната памет и култови действия. Неговото начало, както недвусмислено сочат археологическите материали, а и античните следи в богатия легендарен материал, трябва да се търси в тракийската древност. 
Най-сакралната територия е територията на малкия кръгъл каменен остров наречен „Попова капа“, което е засвидетелствано от народните легенди. Хипотезата на проф.Васил Марков е, че става дума за прочутото светилище на Дионис (Сабазий) от земите на тракийското племе Беси, за което съобщава Херодот, че се намира на най-високата планина в Тракия. Пирин е най-високата планина в земите на древните беси, при това е най-близко до Елада. Едновременно точно тя е възпята в българския фолклор като най-стара и най-свята, а също така е изпълнена е с многобройни митологични персонажи с древен езически произход.
Според интерпретацията на Марков „Сакрализираната в Древна Тракия територия на циркуса на Поповото езеро“ е забележителна по своята научна и културно-историческа стойност, според проф. Васил Марков. Той изтъква, че светилището се намира на територията, в която са живели тракийските племена сатри и беси – известни в Античността независими траки, които са най-ревностните пазители на тракийската религия.
Материални доказателства, в подкрепата на хипотезата на Марков, никога не са били нито намирани, нито представяни в подкрепа на хипотезата на учения.

## Легенди
С циркуса на Попово езеро са свързани поредица от легенди. 
Част от тях интерпретират темата за змея, разгръщайки историята на младия Пирински змей, който победил и разкъсал змея-антагонист във водите на Попово езеро. След това придобил по магически начин силата му и се превърнал в новия господар на планината.
Друга поредица от легенди свързват Попово езеро с фолклорни сюжети за отвлечена мома. В една от тях момата понечил да отвлече самият бог Бес, но брат ѝ Джангал – синът на Бога на Бурята – разбрал, изправил се срещу него, победил го и го затрупал под купчината камъни, оформили вр. Безбог.
В християнизирания им вариант, който е и най-популярен, турците отвличат красивата попова щерка. Баща ѝ тръгнал да я търси, но когато я съзрял на Момин двор да пее и мете двори, от мъка той се е хвърлил във водите на езерото и като свидетелство останала само калимявката, превърнала се в остров. Ето защо до 1942 г. езерото носи официалното, познато и днес сред населението на селищата по долината на Места, наименование Папаз гьол.
Следващият популярен легендарен сюжет, свързан с Попово езеро, разказва за свещеник, който се качил в Пирин планина, за да прогони царстващия там Перун – славянския езически бог. Свещеникът носел със себе си меден съд със светена вода. Целта му била да освети с нея Кралев двор и по този начин да изгони езическия Бог на светкавиците, гръмотевиците, бурите и дъждовете. Когато разбрал намерението на свещеника, Богът побеснял и изсипал върху му ветрове, бури и вода. Водата образува езеро и свещеникът се удавил, но калимявката му останала на повърхността, вкаменила се и се превърнала в острова Попова капа. След това Богът на светкавиците, гръмотевиците, бурите и дъждовете напуснал това място завинаги.

## Древен свещен път
Според проф. Васил Марков светилището при Ляски връх стои на пътя на поклонниците от Атон на Халкидическия полуостров, балканското крайбрежие на Бяло море и долината на р. Места към Рилския манастир, което древно трасе е маркирано от множество още значими древнотракийски мегалитни светилища от двата бряга на Средна Места, които са проучени с теренни обхождания от научна експедиция „Тракийски светилища от Западните Родопи, Пирин и Рила“ между 2001 и 2007 г. (Организирана от ЮЗУ „Неофит Рилски“ – Благоевград, НАИМ при БАН – София и Регионален етнографски музей – Пловдив.) – Ляски връх, Пиленцето, Острец, Митровица; Св. Петка, край с.Обидим; Попово езеро; Св. Текла и Код каменю.
Към тези ново регистрирани светилища проф. Марков добавя и проучваните по-рано светилища Бабяк и Столоватец. Той предполага, че вероятно става дума за свещен път, който използвали трибалите при похода си срещу Абдера и по който, според него, е минал обратно Александър Велики в похода си срещу тях в 335 г. пр.н.е. Това е и най-краткото трасе между Амфиполис – началната точка на похода на Александър Македонски и територията на трибалите от Северозападна Тракия. В подкрепа на тази теза са изводите на проф. Иван Маразов, че чуждите завоеватели в Тракия често следват трасетата на свещените пътища, като мито-религиозна форма за завладяването и приобщаването на страната.